# Nergüjn Enhbat
Nergüjn Enhbat (in mongolo: Нэргүйн Энхбат; Ulan Bator, 19 marzo 1962 – 6 aprile 2022) è stato un pugile mongolo.

## Palmarès

### Olimpiadi
- 1 medaglia:
  - 1 bronzo (Seul 1988 nei pesi leggeri)

### Goodwill Games
- 1 medaglia:
  - 1 bronzo (Mosca 1986 nei pesi leggeri)

### Giochi dell'Amicizia
- 1 medaglia:
  - 1 argento (L'Avana 1984 nei pesi leggeri)